# Franz Ruland (Jurist)
Franz Ruland (* 25. September 1942 in Saarbrücken) ist ein deutscher Jurist. Er war der Geschäftsführer des Verbandes Deutscher Rentenversicherungsträger bis zu dessen Umwandlung als Teil der Deutschen Rentenversicherung Bund.

## Leben
Ruland schloss im Jahr 1972 eine juristische Ausbildung mit dem zweiten juristischen Staatsexamen und der Promotion ab. Anschließend war er bis zu seiner Habilitation  1978 am Institut für Politik und Öffentliches Recht der Universität München tätig. Er wechselte dann als Leiter der Rechtsabteilung zum  Verband Deutscher Rentenversicherungsträger (VDR).
In den Jahren 1980 bis 1983 übernahm er eine ordentliche Professur für Öffentliches Recht mit dem Schwerpunkt Recht der Sozialen Sicherheit an der Universität Hannover. 1983 kehrte er zum  VDR zurück, dessen Geschäftsführung er 1992 übernahm.
Während der Geschäftsführertätigkeit beim VDR von 1992 bis 2005 war Ruland u. a. Mitglied verschiedener Regierungskommissionen („Fortentwicklung der Rentenversicherung“ 1996–1997, „Nachhaltigkeit in der Finanzierung der Sozialen Sicherungssysteme“ 2002–2003, „Strukturreform des Versorgungsausgleichs“ 2003–2004). Darüber hinaus hat Ruland seit 1998 den Vorsitz des Fachbeirats des Max-Planck-Instituts für ausländisches und internationales Sozialrecht in München inne. Ruland ist Träger des Bundesverdienstkreuzes am Bande, des Bundesverdienstkreuzes Erster Klasse sowie des Großen Verdienstkreuzes. Von April 2009 bis März 2013 war Ruland, als Nachfolger von Bert Rürup, Mitglied und Vorsitzender des Sozialbeirats.

## Positionen
Ruland war seit 1965 Mitglied der SPD. Im Mai 2014 erklärte er unter Protest gegen die Rentenpolitik der SPD seinen Parteiaustritt. Die Einführung der abschlagsfreien Rente nach 45 Versicherungsjahren ab einem Lebensalter von 63 Jahren hält er für einen Verstoß gegen den allgemeinen Gleichheitssatz, da die Betroffenen im Vergleich zu den Rentnern, die die Altersrente zum regelmäßigen Rentenbeginn mit 65 Jahren anträten, ungleich behandelt würden; erstere bezögen die Rente nämlich länger, was bei einem Durchschnittsverdiener einen Unterschied von 30.000 Euro ausmachen könne, zulasten der Versicherten mit niedrigen Renten.

## Auszeichnungen
- 1998: Bundesverdienstkreuz (am Bande)
- 2002: Bundesverdienstkreuz (1. Klasse)
- 2006: Großes Bundesverdienstkreuz